# 安国寺 (久留米市)
安国寺（あんこくじ）は、福岡県久留米市山川神代1丁目に所在する臨済宗南禅寺派寺院。山号は神代山。本尊は釈迦如来。筑後三十三観音霊場第15番札所で観音堂に十一面観音を祀る。安国寺利生塔のひとつ。

## 歴史
- 伝承によれば、前身の万法寺は白雉2年（651年）、万法唯一の開山とされる。乾元2年（1303年）に万法守一により臨済宗聖一派に改宗する。
- 暦応2年（1339年）に足利尊氏により月庭守晴を開基として寺号を安国寺に改められて、寺領300貫を寄進される。
- 塔頭9院、末寺20ヶ寺を擁したが、後に衰退して近世初頭には塔頭・宝林庵のみとなる。
- 天正15年（1587年）に塔頭の宝林院の天功守琢が豊臣秀吉に願い出て再興、除地52石の寄進を受ける。
- 慶安3年（1648年）に臨済宗南禅寺派としての位置を定める。安永7年（1778年）に久留米藩7代目藩主有馬頼徸より筑後三十三観音第15番札所に定められる。